# Solenopsis africana
Solenopsis africana är en myrart som beskrevs av Santschi 1914. Solenopsis africana ingår i släktet eldmyror, och familjen myror. Inga underarter finns listade i Catalogue of Life.